# Església de Sant Vicenç de Calders
Sant Vicenç de Calders és una església parroquial al poble de Calders (Moianès) catalogada com a bé cultural d'interès local. Queden restes de l'església del s.XII representats en el primer tram de l'actual temple, resultat d'una transformació del que era una nau en tres, ampliació que data de finals del segle xvi. Al segle xvii es fa la porta d'ingrés amb el campanar, i al segle xix correspon l'erecció de la capella del Santíssim. Consta que el 1611 havia estat construït el retaule de la Verge del Roser. Se sap per Visites Pastorals que el 1699 hi havia els altars del Roser, del Sant Crist, Sant Francesc, Nostra Senyora de la Concepció, Sant Jaume, i l'altar major, dels que no en queden restes. A finals del segle xix s'avançaren les naus laterals, igualant-les a la central. El 1963 se li va treure un petit atri exterior.

## Arquitectura

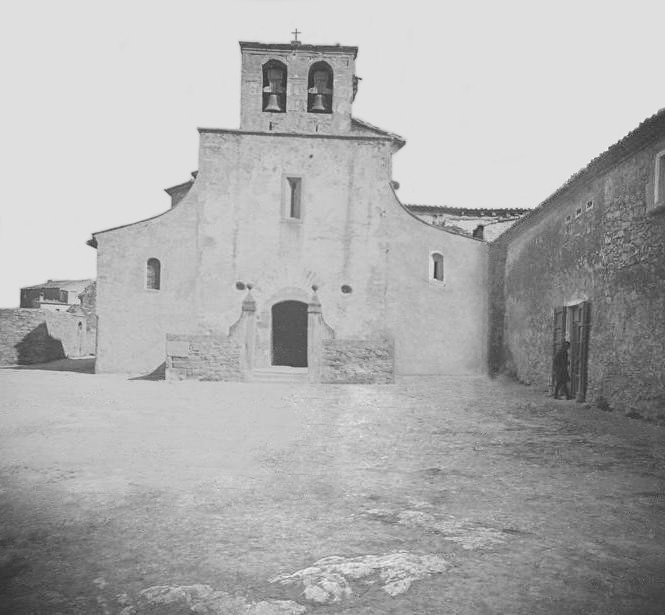
Façana de l'església l'any 1918

És una església de tres naus, cobertes per volta de creuer, i rematades en presbiteri poligonal amb volta d'ogiva. Pilars, nervacions, arcs i claus de volta en carreus de pedra picada. A les claus de volta hi ha diferents decoracions: sants, petxines, elements vegetals... A l'extrem de la nau esquerra, sobre un pla circular i coberta de cúpula i llanternó hi ha la capella al Santíssim, de posterior construcció. La porta d'entrada a l'església és adovellada, de mig punt, a la façana de ponent. Al capdamunt, simple campanar d'espadanya; ingrés a l'església per un cancell de fusta treballada. Material constructiu: a la nau central carreus ben escairats; la resta és pedra i reble.
Hi ha dues escultures tallades en forma de mènsula que avui es troben als murs laterals exteriors de l'església. Una d'elles, mirant a nord, representa una figura humana amb trets orientals, el cos molt arrodonit, les mans unides a ell i una barba bifurcada. L'estil recorda el romànic. L'altra imatge, situada a la banda sud, és un àngel al qual se li distingeix la cabellera, les ales i una mà oberta. Els seus trets també recorden l'escultura romànica. Totes dues es troben als murs laterals de l'església, fent cantonada amb la façana. Ambdós estan situats als murs construïts amb motiu de l'eixamplament de l'antiga església romànica al segle xvii. Són dos elements aprofitats d'antigues estructures i que estan fora del seu context original.